# Miguel Ángel Valdivieso
Miguel Ángel Valdivieso Montesinos (10 de enero de 1926-15 de abril de 1988) fue un actor de doblaje y locutor radiofónico español.

## Biografía
Miguel Ángel Valdivieso nació como naonato, ya que su madre se puso de parto mientras navegaban en barco. Se inició en el mundo del doblaje muy joven, a finales de la década de los 30, poniendo su voz a muchas de las grandes estrellas infantiles y juveniles del momento, como Freddie Bartholomew, Mickey Rooney o Roddy McDowall. En esta época conoció a María Dolores Gispert Guart, también especializada en papeles infantiles, con la que posteriormente contraerá matrimonio. En 1950 entró a formar parte del equipo del Teatro invisible de Juan Manuel Soriano para Radio Nacional de España en Barcelona. Valdivieso fue desarrollando así una carrera radiofónica paralela al doblaje, especializándose en retransmisiones deportivas (donde debutó retransmitiendo un encuentro futbolístico entre Barcelona y Sevilla en 1952 y llegó a formar un reconocido equipo junto a Juan Viñas, José Félix Pons y Juan Antonio Fernández Abajo) y también en programas humorísticos. 
Valdivieso es especialmente recordado en España por sus doblajes de dos estrellas de la comedia, Jerry Lewis y Woody Allen, a los que habitualmente prestó su voz hasta su fallecimiento de un cáncer de pulmón. También se le recuerda por haber doblado al androide de protocolo de Star Wars C3PO en la trilogía original y en la serie de animación Star Wars: Droides. Lamentablemente el último episodio no fue doblado debido a la muerte de Valdivieso. Igualmente, entre otras participaciones en películas de renombre, prestó su voz a Donald O'Connor en Cantando bajo la lluvia, John Derek en Los diez mandamientos, Ricky Nelson en Río Bravo, Curt Bois en Casablanca o Edward James Olmos en Blade Runner.